# 4-ブロモアニリン
4-ブロモアニリン（4-bromoaniline）は、4位に臭素が置換したアニリンである。ゴンバーグ・バックマン反応によるp-ブロモビフェニルの合成に使われている。